# Asura discistriga
Asura discistriga är en fjärilsart som beskrevs av Moore 1878. Asura discistriga ingår i släktet Asura och familjen björnspinnare. Inga underarter finns listade i Catalogue of Life.